# Кирсанов, Юрий Иванович
Юрий Иванович Кирсанов (род. 2 октября 1951, Луганск) — советский поэт, композитор, автор популярных песен об Афганской войне (1979-1989), ветеран Афганской войны (1979-1989), офицер отряда «Каскад» — «Карпаты» КГБ СССР, полковник КГБ в отставке.
Родоначальник жанра «афганской» авторской песни. Соавтор «гимна афганцев» знаменитой песни «Кукушка».

## Биография
Родился в семье военнослужащего. Отец, Иван Михайлович – профессиональный военный, полковник запаса, всю войну воевал в пехоте; мама – лейтенант медицинской службы, в войну работала в военном госпитале, в котором будущие супруги и познакомились.
В 1974 году, после окончания средней школы поступил, а затем окончил Донецкий политехнический институт по специальности «горный инженер-электрик». Мечтал стать лётчиком, но не прошёл по здоровью и поступил в гражданский ВУЗ. Оттуда, был призван в Советскую Армию.
В течение двух лет проходил службу командиром зенитной батареи танкового полка в городе Чугуев Харьковской области.
В 1976 году приглашён на работу в органы госбезопасности СССР.
В 1978-79 годы проходил специальную подготовку в Москвe и Киевe (1982).
В 1980-81 годы в составе Отряда специального назначения «Каскад» (команда «Карпаты») КГБ СССР участвовал в боевых действиях в Республике Афганистан.
В марте 1997 года уволен в запас в звании полковника. Живёт в Донецке.
Музыкой Юрий Кирсанов начал увлекаться с детства. Окончил музыкальную школу по классу баяна. Самостоятельно освоил гитару, играл и пел в школьном, позже в институтском ВИА. Принимал активное участие в армейской самодеятельности во время службы в ВС СССР. Руководил ансамблем в доме офицеров в городе Чугуев Харьковской области.
Стихи и музыку начал писать в институте. Продолжает писать по сей день.
В период 1980-1981 года родились песни, которые позже назовут «афганскими», а самого Кирсанова признают родоначальником «афганского» направления в военной песне. Песни Юрия Кирсанова получили широкое распространение в среде военнослужащих и ветеранов ОКСВА.

## Служба в Афганистане
В начале августа в звании капитана КГБ СССР в составе нескольких бортов был направлен в ДРА аэропорт города Шинданд (уездный центр в провинции Герат). По прибытии начал принимать участие в боевых действиях.
В этот период начали писаться первые стихи и песни. Учитывая, что преимущественное большинство руководства оперативно-боевых групп в отрядах «Карпаты», были бойцы предшествующего «Каскаду» отряда спецназа КГБ СССР «Зенит», сыгравшего важную роль в штурме дворца Амина в декабре 1979 года, которые передавали не только боевой опыт, но и делились творческими опусами, родившимися у них в отряде.

Ведь «Зенит» прибыл в Афганистан за три месяца до декабрьских событий, и у наших коллег было время не только тщательно изучить подходы к объектам, но и набраться творческих впечатлений, положивших основу для дальнейших музыкально-поэтических изысканий— Юрий Кирсанов

## Творчество
История народного песнетворчества Советских войск в Афганистане началась с 1980 года с магнитофонной записи праздничного концерта бойцов отряда «Каскад», посвященного 63-й годовщине Октябрьской революции (2, № 426-440)14. 

«Афганская» песня явилась своеобразным явлением национальной песенной культуры, с кругом проблем, выработала поэтику и стиль. «Афганская песня» позволила поставить и художественно осмыслить ряд принципиальных для субкультуры «афганцев» проблем: зачем мы здесь, в этой чужой восточной стране; за что воюем, за что отдаем свои молодые жизни?— В. Липатов]
По воспоминаниям самого Юрия Кирсанова, огромное влияние на его творчество на начальном этапе сложили его «соратники по оружию», невольно «ставшие и соавторами первых песен, родившихся в уезде Шинданд»: С. Смирнов, В. Поддубный, В. Макаров, М. Лопатенко, С. Сахацкий.
Осенью-зимой 1980-81 годов были записаны первые кассеты, озвученных Ю. Кирсановым, произведений. Вместе с ними была составлена фонотека, типичных для Афганистана, характерных звуков.

Записи, Ю.Кирсанова тиражировались и разлетались с космической быстротой среди бойцов «Карпат» и окружающих воинских частей, особенно с  учётом того, что рядом с пунктом дислокации отряда «Карпаты», базировался Шиндандский военный госпиталь, пациенты которого мигрировали и в Союз, и по всему Афганистану. Вероятно поэтому, со слов Ю. Кирсанова у него возникли проблемы, кое с кем из политотдела кабульского руководства Отряда.
Со слов автора до него доходили негативные оценки отдельных песен его авторства и угрозы «разобраться с певуном» со стороны Кабульского руководства, «чтобы не высовывался». В 1981 году автору переписали наградной лист на представление к награждению с ордена «Красной Звезды» на медаль «За боевые заслуги».

## Воспоминания
При помощи небольшого, почти постоянно возимого с собой магнитофона мы записали звуки боя и шум боевой техники, молитву в мечети и кремлёвские куранты, вой шакалов и многое-многое другое, что, по моему мнению, должно было ассоциироваться с этим периодом нашей жизни. Отдельные звуковые фрагменты, как и планировалось, я впоследствии использовал для заполнения пауз между записываемыми на кассету песнями— Юрий Кирсанов

## Песни
«В ту ночь»; «Над горами кружат вертолёты»; «Фотография»; «Бой гремел в окрестностях Кабула»; «Письмо любимой»; «Кукушка»; «Зорька»; «Кабул далекий»; «Бой затих у взорванного моста»; «Здесь под небом чужим»; «Песня бортового техника»; «Я воин-интернационалист»; «Киплинга солдат»; «Не надо нам громких тостов»; «Заграничная застава»; «С любимыми не расставайтесь»; «Ох, и сегодня выдался денёк»; «Командир»; «Клубится пыль и шлак из под колёс»; «И я прошёл той тропой» и многие другие.
Песня «Кукушка», соавтором которой является Юрий Кирсанов, стала гимном всех «афганцев».

### Песня «Кукушка»
Когда я собирался в Афганистан, прихватил с собой сборник стихов Виктора Кочеткова, поэта-фронтовика. Я взял за основу его стихотворение «Весь просвечен заревой покой…» и, так сказать, адаптировал к Афганской войне: кое-что убрал, добавил пару куплетов, сочинил мелодию. В 1991 году мы встретились с Кочетковым в Москве. Он взял сборник, с которым я не расставался, и подписал: «Юрию Кирсанову, великому «афганцу», который сделал меня причастным к этой войне»— Юрий Кирсанов

## Ложная информация о смерти
В начале 1980-х появились упорные слухи о смерти Юрия Кирсанова, это подтверждали и ряд публикаций в центральных СМИ, в том числе и в главной Советской газете «Правда». По сообщению её военного спецкора В. Верстакова утверждалось, со ссылкой на военных вертолётчиков, что Юрий Кирсанов «в 32 года ушел из жизни». А журнал Минобороны «Советский воин» даже разместил в своём выпуске текст песни «Кукушка», поставив над именем её автора траурную рамку.
Однако осенью 1988 года на Фестивале «афганской» авторской песни «В пламени Афганистана» в Ташкенте перед зрителями предстал «оживший» Юрий Кирсанов. Учитывая то, что Ю. Кирсанов служил в КГБ, а не в ВС СССР, то любая информация о нём была закрыта в адресных и справочных базах, телефонных книгах и прочее и справки о Кирсанове нельзя было получить ни в военкоматах, ни в архивах.

## Пластинка на фирме «Мелодия»
В 1989 году в студии ташкентского филиала фирмы «Мелодия» вышел первый диск Ю. Кирсанова «Без отметки на календаре», напетый им во время Фестиваля в столице Узбекистана. Для фото коллажа, украсившего первый диск Ю. Кирсанова, был использован, памятный снимок отрывного календаря «четверга 27 декабря 1979 года», сохранившийся в семье в течение 10 лет. Он был связан с рождением в тот день, сына Ю. Кирсанова. На снимке — на снегу, рядом с вырванным листком календаря, лежали красные гвоздики.
В начале 1989 года Ташкентский завод грампластинок им. М.Т. Ташмухамедова Всесоюзной фирмы грамзаписи «Мелодия» выпустил тиражом 20 тысяч сольный диск-гигант Ю. Кирсанова с 11 первыми афганскими песнями и его фотографией на задней стороне обложки – в парадной офицерской форме со знаком «Советская Гвардия»

## Семья
Женат. Имеет сына.

## См.также
- Морозов, Игорь Николаевич (певец)
- Верстаков, Виктор Глебович